# Politischer Direktor
Politischer Direktor ist eine Funktionsbezeichnung im deutschen Auswärtigen Amt (AA). Der Politische Direktor leitet die Politische Abteilung 2 und gilt als einer der engsten Berater des Bundesministers des Auswärtigen.

## Aufgaben
Die Amts- bzw. Tätigkeitsbezeichnung „Politischer Direktor“ hat eine lange Tradition im Auswärtigen Amt. Der Politische Direktor leitet die Politische Abteilung 2 des Auswärtigen Amts und berät den Außenminister in allen Fragen, die in seine Zuständigkeit fallen. 
Die Politische Abteilung 2 koordiniert die deutsche Außenpolitik innerhalb der EU sowie gegenüber den Staaten Europas, Nordamerikas und Zentralasiens. Außerdem ist die Abteilung für alle Aspekte der europäischen und transatlantischen Sicherheitspolitik zuständig. 
Darüber hinaus ist der Politische Direktor für Dossiers zuständig, die ihm vom Außenminister zugewiesen werden, so etwa das Nuklearabkommen mit Iran oder die internationalen Syrien-Verhandlungen.

## Besetzung
Bekannte Politische Direktoren des AA waren Gerold von Braunmühl (ermordet von der RAF), Klaus Scharioth, Wolfgang Ischinger, Michael Schaefer und Andreas Michaelis, Jens Plötner, Tjorven Bellmann und Günter Sautter. Seit 2025 ist Dominik Mutter Politischer Direktor im Auswärtigen Amt.

## Politischer Direktor des Bundesministeriums der Verteidigung
Auch innerhalb des Bundesministeriums der Verteidigung wird der Leiter der Abteilung Politik als Politischer Direktor bezeichnet. Diesen Posten hat seit Sommer 2022 Jasper Wieck inne. Seine Vorgänger waren Detlef Wächter, Géza Andreas von Geyr und Ulrich Schlie.